# Constantin Rosetti

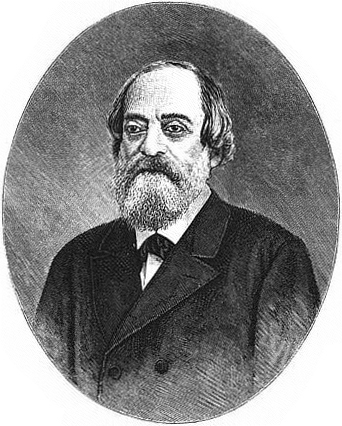
Constantin Rosetti

Constantin A. Rosetti (Boekarest, 1816 – 1885) was een Roemeens staatsman en een radicale editor. Hij was waarnemend premier van Roemenië tussen 25 juli en 26 juli 1866.
Rosetti nam deel aan de Revolutie van 1848 en vluchtte later naar Parijs, waar hij een overzicht publiceerde waarin stond dat er een voorkeur was aan een gecentraliseerde staat. In 1861 kwam hij terug in Roemenië waar hij tot afgevaardigde werd gekozen. In 1866 was hij minister van onderwijs. Alexander Johan Cuza, een verdediger van 't deposito leidde Rosetti naar de Kamer van Afgevaardigden (1877). Tussen 1881–82 was C.A. Rosetti minister van Binnenlandse Zaken. De gemeente C.A. Rosetti in Tulcea is naar hem vernoemd.